# Consulat général du Pérou à Paris
Le consulat général du Pérou à Paris est une représentation consulaire du Pérou en France. Il est situé chemin rue de l'Arcade, dans le 8e arrondissement de Paris, en Île-de-France.